# The Aquabats
The Aquabats sind eine US-amerikanische Musikgruppe aus Kalifornien, die 1994 gegründet wurde. Die Band ist auch durch ihre sehr farbenfrohen Auftritte in Superheldenkostümen bekannt geworden.

## Geschichte
Die Aquabats wurden 1994 im südkalifornischen Huntington Beach gegründet. Zu Beginn ihrer Karriere spielte die Band eine Mischung aus Ska und Surf-Rock. Im Laufe der Jahre (vor allem nach dem zweiten Album) entfernte sie sich jedoch immer weiter vom Ska. Besonders die Bläser wurden durch Synthesizer ersetzt, da die Gruppe immer mehr mit elektronischer Musik zu experimentieren begann.
1996 veröffentlichte die Band ihr Debütalbum mit dem Titel The Return of the Aquabats!. Das Album verkaufte sich entgegen eigener Erwartungen sehr gut. 1997 folgte The Fury of the Aquabats!, das ihr bis heute erfolgreichstes Album geblieben ist. Der musikalische Stil der Band entwickelte sich mit ihrem dritten Album The Aquabats vs. The Floating Eye of Death (1999) immer weiter in Richtung New Wave mit Rock-’n’-Roll- und Ska-Elementen, unterlegt mit Synthesizer-Musik.
Im Jahr 2000 erschien die Album-Kompilation Myths, Legends and Other Amazing Adventures Vol. 2, die bislang unveröffentlichte ältere Lieder umfasst, oder Lieder, die während der Entstehungszeit von The Aquabats vs. the Floating Eye of Death! and Other Amazing Adventures Vol. 1 entstanden, dafür jedoch nicht verwendet wurden. In den Jahren 2000 bis 2003 war die Zukunft der Aquabats aufgrund des Bandmitgliederschwundes und dem Verlust des Plattenvertrages ungewiss. Erst ab 2003 war die Gruppe wieder mit neuen Mitgliedern und einer Neuausrichtung aktiv.
2005 erschien das bislang letzte Album Charge!! bei ihrem neuen Label Nitro Records. Auf diesem ist erneut eine weitere musikalische Entwicklung erkennbar, die mehr denn je Richtung Electroclash und Pop-Punk ging.

## Bandmythologie
Die Aquabats treten in Superheldenkostümen auf und haben eine eigene fiktive Biographie, nach welcher sie von der versteckten paradiesischen Insel Aquabania stammen, von der sie aber vom bösen Superschurken Space Monster „M“ verjagt wurden. Sie flohen in einem ausgehöhlten Baumstamm über den Ozean und strandeten in Kalifornien, wo sie vom „Professor“ gefunden wurden. Dieser machte sie mit Hilfe von Chemikalien zu Superhelden, die sich in ihrer Freizeit als Musikgruppe tarnen.
Die Band nutzt ihre Auftritte, um das Space Monster „M“ mit Hilfe ihrer musikalischen Superkräfte zu besiegen. Doch bei den Konzerten werden sie regelmäßig von Monstern angegriffen. Zuweilen ist auch ein freundliches Exemplar darunter, das lediglich dem Konzert beiwohnen wollte. In diesem Fall entschuldigt sich The MC Bat Commander natürlich förmlich bei der Kreatur und gelobt, Monster nie wieder nach ihrer äußeren Erscheinung zu beurteilen. „Professor“ Monty Corndog begleitet die Band zuweilen bei ihren Auftritten gegen das Böse.

## Sonstiges
- Seit 2008 befindet sich die Fernsehserie The Aquabats Super Show! in Produktion. Diese behandelt in größerem Ausmaß die Band und deren fiktiven Hintergrund.
- Der offizielle Fan-Club der Musikgruppe bezeichnet sich als The Aquabats Cadet Faction und deren Mitglieder als Aquacadets. Kennzeichen dieser Fans ist, dass sie sich ebenso wie die Bandmitglieder in Superheldenkostüme kleiden und somit auch die Konzerte, die ja als „Kämpfe gegen das Böse“ gelten, mittragen.
- In den 1990er Jahren spielte zeitweise Travis Barker bei den Aquabats am Schlagzeug. Später wechselte er zu Blink-182.

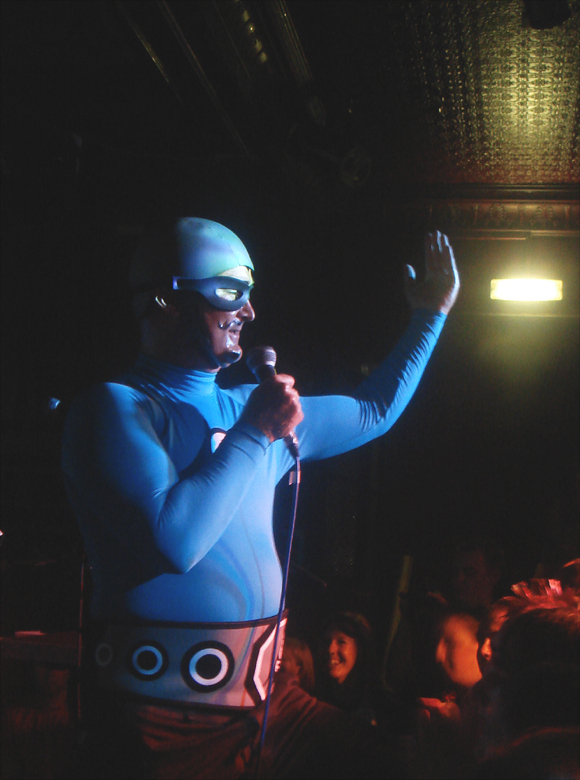
Christian Jacobs alias The MC Bat Commander

## Diskografie

### Alben
- 1996: The Return of the Aquabats
- 1997: The Fury of the Aquabats! (US-Charts Platz 172)[1]
- 1999: The Aquabats vs. the Floating Eye of Death! and Other Amazing Adventures Vol. 1
- 2000: Myths, Legends and Other Amazing Adventures Vol. 2
- 2005: Charge!!
- 2011: Hi-Five Soup! (US-Charts Platz 181)
- 2019: The Aquabats! Super Show! Television Soundtrack: Volume One (US-Charts Platz 165)
- 2020: Kooky Spooky In Stereo

### EPs
- 2004: Yo, Check Out This Ride!
- 2010: Radio Down!

## Videos

### DVDs
- 2003: Serious Awesomeness!
- 2006: Charge!! Special One Year Anniversary Edition

### Musikvideos
- 1995: CD Repo Man
- 1997: Super Rad!
- 2005: Fashion Zombies!